# Renato (telenovela)
Renato era una telenovela argentina producida por la cadena Canal 11 en el año 1978 de la mano de Francisco "Pancho" Guerrero. Es protagonizada por Antonio Grimau y Ana María Picchio, como también con Rodolfo Ranni y Luisa Kuliok en los roles antagónicos. Además contando con las participaciones de los actores José María Langlais, Graciela Alfano, Rolando Chávez y Alfredo Iglesias.

## Elenco
- Antonio Grimau - Renato de Salvo
- Ana María Picchio - Irene de Rosas
- Graciela Alfano - Nélida de Rosas
- Rodolfo Ranni - Dante
- José María Langlais - Raúl Cabrera Vallejos
- Luisa Kuliok - Ana Cristina
- Rolando Chávez - Martín Nogales
- Alfredo Iglesias - Ernesto
- Alberto Irízar - Domingo
- Eloísa Cañizares - Ángela
- Enrique Estevanez - Delfín
- Sabina Olmos - Rossina
- Flora Steinberg - Elvira de Rosas
- Héctor Pellegrini
- Jorge Villalba - Anselmo
- Héctor Miranda - Julio Ibáñez
- Carlos Camplona - Gregorio
- Ítalo Damiano - Mingo

## Equipo de producción
- Historia: Héctor Rodríguez Márquez
- Idea: Héctor Miranda y A. Campos
- Dirección: Francisco "Pancho" Guerrero